# Smilov Laz
Smilov Laz (cyr. Смилов Лаз) – wieś w Serbii, w okręgu raskim, w mieście Novi Pazar. W 2011 roku liczyła 8 mieszkańców.